# Lostrița
Povestirea „Lostrița” de Vasile Voiculescu (1884 - 1963) face parte din volumul Iubire Magica, apărut postum în 1970, așadar se încadrează în proza contemporană. Este o povestire fantastică, deoarece îmbină planul real cu cel fabulos și este o povestire în ramă, întrucât toată acțiune se subordonează legendei despre tânărul Aliman și lostrița fermecată, pe care pescarii de pe malul Bistriței o povestesc de generații, îmbogățind-o an de an cu noi adaosuri și scornituri, după închipuirile oamenilor ce erau mereu avizi de întâmplări de dincolo de fire. Naratorul omniscient și narațiunea la persoana a III-a definesc perspectiva narativă a povestirii. Timpul narativ este cronologic, situându-se într-un plan al trecutului, iar spațiul narativ îmbină realul cu imaginarul. Modalitatea narativă se remarcă, așadar, prin absența mărcilor formale ale naratorului, de unde reiese distanțarea acestuia de evenimente.